# Fillobal
Fillobal en galicien (nom officiel), ou Filloval en castillan, est une localité de la paroisse de Santa María de Vilavella (gl), dans la commune galicienne (concello) de Triacastela, comarque de Sarria, province de Lugo, communauté autonome de Galice, au nord-ouest de l'Espagne.
Cette localité est une halte sur le Camino francés du Pèlerinage de Saint-Jacques-de-Compostelle.

## Patrimoine et culture

### Pèlerinage de Compostelle
Par le Camino francés du Pèlerinage de Saint-Jacques-de-Compostelle, le chemin vient de O Biduedo (ou Biduedo ou Viduedo), dans le concello de Triacastela.
La prochaine localité traversée est As Pasantes (ou Pasantes), dans le même concello de Triacastela.